# Dirty Projectors (album)
Dirty Projectors è il settimo ed eponimo album in studio del gruppo musicale statunitense Dirty Projectors, pubblicato nel 2017.

## Tracce
1. Keep Your Name – 4:30
2. Death Spiral – 5:08
3. Up in Hudson – 7:31
4. Work Together – 4:24
5. Little Bubble – 5:05
6. Winner Take Nothing – 4:49
7. Ascent Through Clouds – 6:56
8. Cool Your Heart – 3:49
9. I See You – 6:05